# Quibocolo
Quibocolo é uma vila e comuna angolana que se localiza na província de Uíge, pertencente ao município de Maquela do Zombo.